# Brett Hollister
Brett Hollister, novozelandski veslač, * 19. maj 1966, Rotorua.
Hollister je za Novo Zelandijo nastopil na Poletnih olimpijskih igrah 1984 v Los Angelesu kot krmar četverca s krmarjem. Njegovi soveslači takrat so bili Don Symon, Kevin Lawton, Barrie Mabbott ter Ross Tong. Čoln je osvojil bronasto medaljo. 